# Класс 1999
«Класс 1999» (англ. Class Of 1999) — научно-фантастический кинофильм, вышедший в 1990 году.

## Сюжет
1999 год, США. Министерство образования совместно с Министерством обороны запускают проект, который должен положить конец разгулу преступности в школах. Боевых киборгов используют в качестве учителей. Постепенно программа преподавания уступает место боевым навыкам киборгов, а алчность их создателей приводит к убийству директора школы и войне между уличными бандами.
Одним единственным здравомыслящим в очень жестокой ситуации остаётся парень по имени Коуди, недавно вышедший из тюрьмы. Именно он замечает, что с учителями что-то не то, а убийства его братьев — дело рук не другой бандитской группировки, а учителей.
Только объединившись, можно победить таких сильных врагов, как трое военных роботов, оснащённых гранатомётом, огнемётом и щипцами.

## О фильме
Выпущенный в 1990 году, фильм режиссёра Марка Лестера стал продолжением идей, которые легли в основу его более ранней работы «Класс 1984». Сам Лестер описывал своё произведение как смесь фильмов «Школьные джунгли» и «Западный мир», где подростки выходят из под контроля в мире будущего. Автором сценария стал С. Кортни Джойнер, который ранее работал над фильмами ужасов «От шёпота до крика» и «Тюрьма», но позже сценарий неоднократно изменялся группой авторов.
Проект был анонсирован в феврале 1988 года. Бюджет в пять миллионов долларов делал картину одним из самых крупных проектов недавно созданной компании Lightning Pictures. Съёмки фильма начались в Сиэтле в ноябре 1988 года. К сожалению для режиссёра, родительская кинокомпания Vestron Pictures переживала финансовый кризис и к концу 1989 года занялась продажей имущества, чтобы свести концы с концами. Премьеру фильма, намеченную на 6 октября 1989 года, пришлось отложить.
В начале 1990 года была достигнута договорённость о продаже ленты компании Taurus Entertainment, самым большим релизом которой до этого была картина «Лучшие из лучших», вышедшая в 1989 году, показанная в 600 кинозалах и собравшая в прокате 1,7 млн долларов. 11 мая 1990 года «Класс 1999» вышел на экраны в 320 кинотеатрах и за первый уикэнд собрал 767 тыс. долларов, оказавшись на 13 месте среди лидеров проката. В последующие недели фильм пользовался большим успехом, уступая лишь «Красотке» с Ричардом Гиром и Джулией Робертс. Тем не менее, из-за небольшого охвата аудитории, финальные цифры проката составили всего лишь 2 459 895 долларов.
Впоследствии фильм пользовался большой популярностью, распространяясь на видеокассетах (так называемое «домашнее видео»). На волне успеха в 1994 году вышел сиквел «Класс 1999: Новый учитель», но снятый бывшим каскадёром Спиро Разатосом фильм провалился в прокате.

## В ролях
- Брэдли Грегг — Коди Кульп
- Стейси Кич — Боб Форест
- Трэйси Лин — Кристи Лендфорд
- Малкольм Макдауэлл — Майлс Лендфорд
- Патрик Килпатрик — мистер Брилес
- Пэм Грир — миссис Коннорс